# Ydre
La commune d'Ydre est une commune suédoise du comté d'Östergötland. Environ 3730 personnes y vivent (2020). Son siège se situe à Österbymo.

## Étymologie
Le nom Ydre, qui était autrefois appliqué à la plus grande partie de la région autour du lac Sommen, est interprété comme signifiant « lieu des ifs ». Deux localités en particulier semblent être davantage associées aux ifs : Idhult et Idebo.

## Géographie

### Climat et végétation
Par rapport à d'autres régions du sud de la Suède, la commune d'Ydre se distingue par ses faibles précipitations et son faible taux d'humidité. Les mois les plus pluvieux de l'année sont septembre, suivi de juillet et août. Chacun de ces mois connait des précipitations d'environ 70 mm. Les mois les plus secs sont février et mars, avec 35 mm chacun. Les mois les plus chauds sont juillet, juin et août, avec une moyenne de 14-15 °C. Les mois les plus froids sont janvier et février avec environ -4 °C. On s'attend à ce que le climat devienne plus chaud et plus sec à l'avenir.
La saison de croissance de la végétation autour du lac Sommen est d'environ 216 jours avec 2614 degrés-jours. La végétation de la commune d'Ydre est principalement dominée par des forêts de pins et d'épicéas. On trouve également des forêts de feuillus et des champs agricoles ouverts à certains endroits. Les rives sud du lac de Sommen, en particulier, présentent une végétation plus luxuriante et des forêts de feuillus que la rive nord, qui compte plus de falaises et de forêts de pins contiguës. La fleur rare et menacée Anthericum liliago se trouve sur les rives rocheuses du lac. C'est l'un des endroits les plus septentrionaux où elle pousse.
Sur l'île de Torpön pousse le plus grand orme de montagne de Suède et à Asby, à quelques kilomètres de la rive sud, le plus gros épicéa de Suède.
Certaines plantes habituellement associées à des zones de roches carbonatées apparaissent comme des raretés près du lac Sommen, car il n'y a pas d'affleurements de roches carbonatées connus dans la région. On peut citer Vicia pisiformis, ainsi que les orchidées Ophrys myoides, Malaxis monophyllos et Herminium monorchis.

## Histoire

### Révolte de Nils Dacke
Lorsque Nils Dacke et son armée avancèrent vers le nord à travers le territoire d'Ydre en 1542, les prêtres locaux de Sund et d'Asby, et la population en général, accueillirent la rébellion avec bienveillance car ils étaient opposés aux réformes de l'église qui leur avaient été imposées par Gustave Vasa. Le prêtre de Sund et de Norra Vi prêcha notamment le soulèvement. Cependant, l'aristocrate local Måns Johansson Natt och Dag qui possédait le manoir de Ringshult se rangea du côté du roi malgré une relation difficile avec lui. Il fut chargé de mettre sur pied une armée pour réprimer la rébellion. Alors que les troupes de Dacke continuaient leur progression vers le nord jusqu'à Mjölby, la région autour du lac Sommen fut épargnée par la guerre. Des escarmouches eurent lieu près de Kisa, à des dizaines de kilomètres au nord-est du lac Sommen. Les troubles à Ydre continuèrent bien après la mort de Dacke et ne prirent fin qu'après que Gustave Vasa eut envoyé une force de 400 hommes pour pacifier la paroisse.
Malgré la défense antérieure du catholicisme lors du synode d'Uppsala en 1593, les représentants de l'église de l'Ydre ont voté pour adopter le credo luthérien.

### Création de la municipalité
La municipalité a été créée par la réforme du gouvernement local de 1952, lorsque six anciennes entités ont été réunies. Le nom a été repris de l'ancienne comme d'Ydre. Sa superficie est restée inchangée lors de la réforme de 1971.

## Localités
Il y a trois aires urbaines (aussi appelées tätort ou localité) dans la commune d'Ydre:
- Hestra
- Rydsnäs
- Österbymo

La commune compte également d'autres villages tels que Sund, Torpa, Norra Vi, Asby, Rönnäs, Svinhult et Ydrefors.

## Musées et monuments
Au moins deux églises remontent au Moyen Âge : L'église d'Asby et l'église de Torpa. Il y a également une église du 18e siècle, l'église de Norra Vi, située juste au bord du lac Sommen.
Une autre attraction touristique est le Naturum Sommen sur l'île de Torpön, qui abrite un centre de visiteurs et un musée d'histoire naturelle,.